# Batalha de Montes Claros
A Batalha de Montes Claros foi travada em 17 de junho de 1665, em Montes Claros, perto de Borba, entre portugueses e espanhóis.

## História
Prepararam-se os espanhóis para um ataque que tudo levasse de vencida, mas por seu lado os governantes portugueses tomaram todas as cautelas e providências indispensáveis para a defesa do Reino de Portugal. Calculando que a tentativa de invasão seria feita através das fronteiras do sul, isto é pelo Alentejo, foi nessa província que se tomaram as maiores precauções. Foram sem demora enviados de Trás-os-Montes 3 500 homens, constituindo quatro terços de infantaria e 14 companhias de cavalaria.
Simão de Vasconcelos e Sousa levou de Lisboa 300 cavaleiros e 2000 infantes e Pedro Jacques de Magalhães apresentou-se com 1500 soldados de infantaria e 500 de cavalaria. O conjunto representava um reforço de 7800 homens, o que dotava António Luís de Meneses, Marquês de Marialva, com o comando total de 20 500 combatentes.
O espanhol Marquês de Caracena havia planeado nada menos do que ocupar Lisboa, tomando em primeiro lugar Vila Viçosa e a seguir a cidade de Setúbal. Então pôs em movimento o seu exército, que se compunha de 15 000 infantes, 7600 cavaleiros e as guarnições de 14 canhões e dois morteiros. Tendo ocupado Borba que encontraram despovoada, os espanhóis atacaram Vila Viçosa que, embora mal fortificada, ofereceu resistência inquebrável aos ataques do inimigo.
Entretanto, o exército português avançava para socorrer essa praça forte, mas o comando militar resolveu que as tropas se detivessem em Montes Claros, a aproximadamente meio caminho entre Vila Viçosa e Estremoz. O general espanhol, ao saber da proximidade do exército português, deu ordens imediatas para que suas forças marchassem de encontro ao adversário. Carregando em massa, a cavalaria espanhola abriu brechas nos terços de infantaria da primeira linha, mas foi recebida com uma chuva de metralha disparada pela artilharia comandada por D. Luís de Meneses. Obrigados a recuar, os esquadrões de Castela refizeram-se e lançaram a segunda carga sobre o terço de Francisco da Silva Moura, causando a morte dele e de mais 30 soldados portugueses.
O Marquês de Marialva não estava disposto a ceder terreno ou a perder o ânimo. Sob suas ordens, as brechas abertas pela cavalaria espanhola foram colmatadas, enquanto a artilharia não cessava de fazer fogo sobre os castelhanos. A segunda carga, igualmente impetuosa, conseguiu no entanto levar os cavaleiros espanhóis até ao mesmo ponto onde fora detida a primeira, mas as perdas sofridas foram de tal ordem que tiveram de deter-se também, sem que a segunda linha portuguesa, comandada pessoalmente pelo Marquês de Marialva, tivesse sequer sido molestada. O Conde de Schomberg ao serviço de Portugal esteve prestes a cair em mãos espanholas, quando um tiro abateu o cavalo que montava. O espanhóis que pareciam ter contado com a fúria dos primeiros ataques em massa, executados em especial pela cavalaria, viram-se em situação de perigo. Deram ainda a terceira carga, mas o ímpeto inicial tinha-se perdido e o desânimo apoderava-se deles. Ao cabo de sete horas de luta, os atacantes começaram a debandar e o próprio general Caracena, reconhecendo que a batalha estava perdida, fugiu para Juromenha, de onde seguiu mais tarde a caminho de Badajoz.
Pode considerar-se que a batalha de Montes Claros determinou definitivamente a vitória de Portugal nas guerras com Castela, sendo assinada a  paz  entre os dois reinos pelo Tratado de Lisboa de 1668, três anos mais tarde. A batalha de Montes Claros foi a última das cinco grandes vitórias de Portugal contra os espanhóis na Guerra da Restauração, sendo as outras: Montijo, Linhas de Elvas, Ameixial e Castelo Rodrigo.